# فدراسیون بین‌المللی هاکی روی یخ

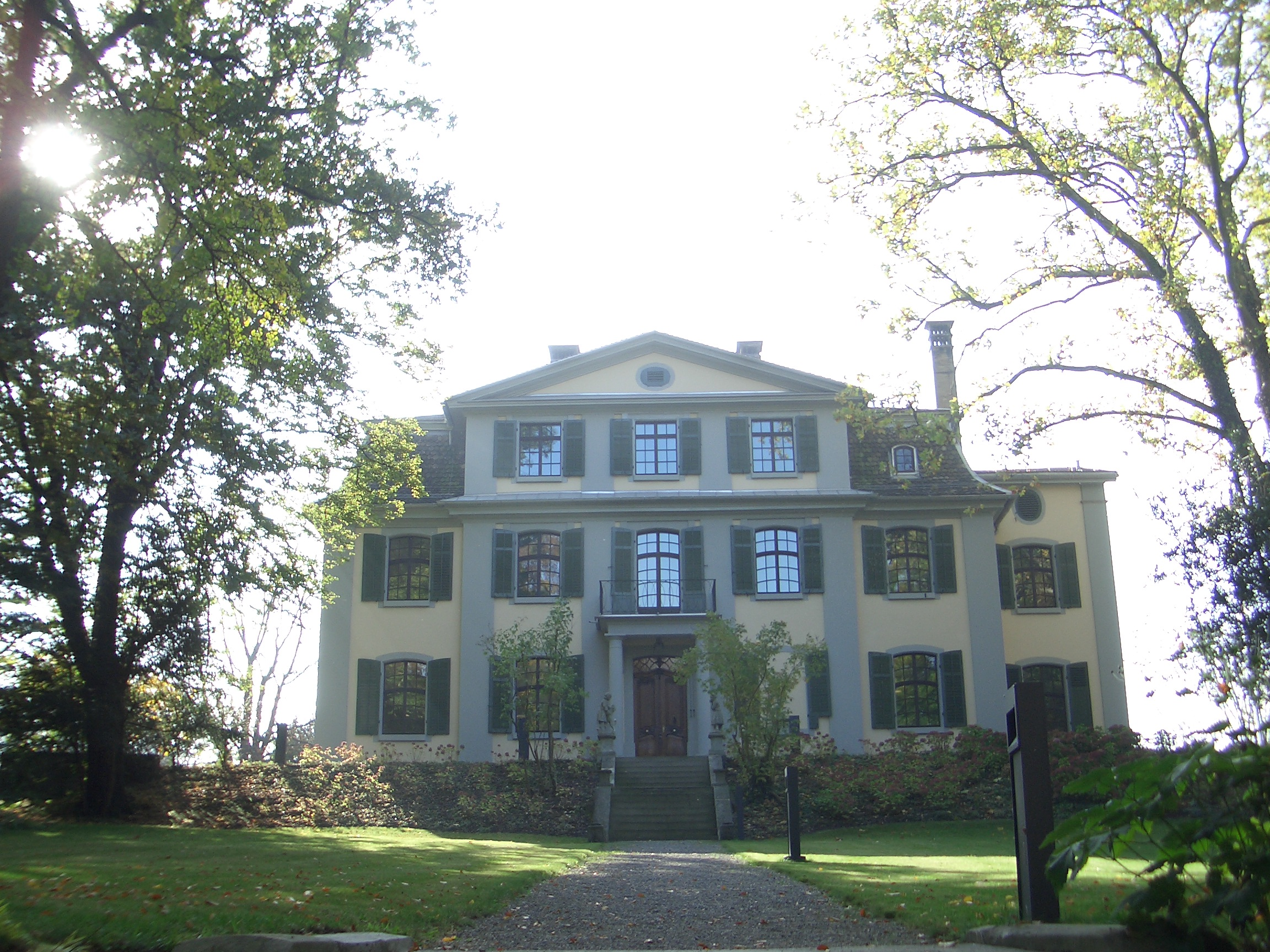
ساختمان مرکزی فدراسیون بین‌المللی هاکی روی یخ (IIHF)

فدراسیون بین‌المللی هاکی روی یخ معروف به (IIHF) (در انگلیسی: International Ice Hockey Federation) نهادی بین‌المللی است که در سال ۱۹۰۸ تأسیس شد و از آنزمان تاکنون اداره‌کننده مسائل هاکی روی یخ در سطح جهان است. اداره مرکزی آن در شهر زوریخ در کشور سوئیس قرار دارد.
از جمله مسئولیتهای فدراسیون بین‌المللی هاکی روی یخ، رتبه‌بندی برترین تیمهای ملی هاکی روی یخ کشورهای عضو و مسئول تهیه و نظارت بر قوانین ورزش هاکی است.

## کشورهای مدعی قهرمانی
با وجودی که ۷۳ کشور جهان عضو فدراسیون بین‌المللی هاکی روی یخ (IIHF) هستند، اما در مسابقات جهانی هاکی از جمله در بازیهای المپیک زمستانی و جام جهانی هاکی روی یخ کشورهای کانادا، جمهوری چک، فنلاند، روسیه، اسلواکی، سوئد و ایالات متحده آمریکا حرفی برای گفتن دارند و قالبا درصدر جدول مسابقات جای دارند. بطوری که از ۶۳ مدالی که در مسابقات هاکی مردان در بازیهای المپیک زمستانی از سال ۱۹۲۰ تاکنون توضیح شده‌است، تنها ۶ مدال به کشورهایی جز چند کشور نامبرده رسیده‌است.